# Hundsjön (Husby-Sjuhundra socken, Uppland)
Hundsjön är en sjö i Norrtälje kommun i Uppland och ingår i Norrtäljeån-Åkerströms kustområde.